# Josef Kaltenbrunner
Josef Kaltenbrunner (* 22. Jänner 1888; † 1951) war ein österreichischer Fußball-Nationalspieler. Der Tormann wurde mit dem SK Rapid Wien zweimal Meister und bestritt von 1907 bis 1913 11 Länderspiele für die österreichische Fußballnationalmannschaft, mit der er dabei auch an den Olympischen Spielen von 1912 teilnahm.

## Karriere
Josef Kaltenbrunner begann seine Karriere in Rudolfsheim bei Rapid, wo er zwar erst 1907 Stammtormann wurde, aber nur wenige Monate später in der österreichischen Nationalmannschaft spielte. Hintergrund war, dass die großen Wiener Vereine sich mit dem Verband zerstritten hatten, sodass sie keine Spieler zum Länderspiel gegen Ungarn am 5. Mai 1907 entsendeten. Der ÖFV übergab daher die Ausrichtung des Länderspiels dem damals kleinen Verein Rapid, der nun selbst sieben Spieler stellte. Überraschenderweise konnte diese Elf mit 3:1 gewinnen, sodass sich unter anderem für Tormann Josef Kaltenbrunner eine längere Nationalspielkarriere anbahnte.
Probleme mit Rapid – der Verein verschuldete sich und verlor seinen Platz – sorgten dafür, dass der mittlerweile sechsfache Nationalspieler 1910 zur Vienna wechselte. Rechtzeitig zur Einführung der neuen Ligameisterschaft des ÖFV zur Saison 1911/12 kehrte er allerdings zu Rapid zurück, wo er mit einer jungen Mannschaft 1912 und 1913 zwei Mal österreichischer Meister werden konnte. Josef Kaltenbrunner stand auch im Kader der Nationalmannschaft bei den Olympischen Spielen 1912 in Stockholm als zweiter Mann hinter Otto Noll. Nach dem Ausscheiden im Viertelfinale kam er im anschließenden Trostturnier bei den Partien gegen Italien (5:1), Norwegen (1:0) und Ungarn (0:3) zum Einsatz. Sein letztes Länderspiel betritt er am 15. Juni 1913 gegen Italien. Die Einberufung als Soldat gleich zu Beginn des Ersten Weltkriegs beendete schließlich seine Karriere.

## Erfolge
- 2 × Österreichischer Meister: 1912, 1913
- Teilnahme Olympischen Spiele 1912: 5. Platz
- 11 Länderspiele für die österreichische Fußballnationalmannschaft von 1907 bis 1913